# Пон (Кот-д’Ор)
Пон (фр. Pont) — коммуна во Франции, находится в регионе Бургундия. Департамент коммуны — Кот-д’Ор. Входит в состав кантона Осон. Округ коммуны — Дижон.
Код INSEE коммуны — 21495.

## Население
Население коммуны на 2010 год составляло 93 человека.
| 1962 | 1968 | 1975 | 1982 | 1990 | 1999 | 2010 |
| ---- | ---- | ---- | ---- | ---- | ---- | ---- |
| 101  | 87   | 91   | 84   | 83   | 87   | 93   |

## Экономика
В 2010 году среди 67 человек трудоспособного возраста (15—64 лет) 52 были экономически активными, 15 — неактивными (показатель активности — 77,6 %, в 1999 году было 80,0 %). Из 52 активных жителей работали 48 человек (28 мужчин и 20 женщин), безработных было 4 (4 мужчины и 0 женщин). Среди 15 неактивных 2 человека были учениками или студентами, 7 — пенсионерами, 6 были неактивными по другим причинам.